# (17776) Troska
(17776) Troska est un astéroïde de la ceinture principale.

## Description
(17776) Troska est un astéroïde de la ceinture principale. Il fut découvert le 22 mars 1998 à l'observatoire d'Ondřejov par Petr Pravec. Il présente une orbite caractérisée par un demi-grand axe de 2,48 UA, une excentricité de 0,08 et une inclinaison de 7,5° par rapport à l'écliptique.

## Compléments